# Stevan Bukl
Stevan Bukl (Gora kod Petrinje, 28. siječnja 1855. – Zagreb, 4. prosinca 1925.), hrvatski građevinski inženjer.

## Životopis
Stevan se je Bukl rodio u Gori kod Petrinje. Bio je jedan od osnivača Hrvatskoga društva inženjera i arhitekata u Zagrebu. Od 1876. godine do 1920. godine radio je na izvođenju većih vodograđevnih radova. Kao vladin inženjer stekao je trajnih zasluga za projektiranje i izvođenje velikih vodograđevnih i kulturnotehničkih radova u Hrvatskoj i Slavoniji, naročito za razvoj vodnih zadruga u Slavoniji i Srijemu: Vodne zadruge za regulaciju Vučice i Karašice u Donjem Miholjcu, Zadruge za regulaciju rijeke Vuke u Osijeku i Vodne zadruge za isušenje jugoistočnog Srijema u Zemunu.
Godine 1919. imenovan je generalnim inspektorom voda u Hrvatskoj. Izradio je osnove za isušivanje Lonjskoga polja te regulaciju rijeke Lonje i Velikoga Struga. Također, izradio je i studije za druge melioracijske radove u Posavini. Više od četiri desetljeća skupljao je gradivo za hrvatsku tehničku terminologiju, što je ostalo u rukopisu.

## Publicistički rad
U zajednici s inženjerom Altmannom sastavio je Rječnik njemačko-hrvatskoga tehnologičkog nazivlja. Sam je izdao Gradjevni pristojbenik (Zagreb, 1882.). U zajednici s inženjerom Augustom pl. Pisančićem izdao je djelo Podaci za regulaciju Save i melioraciju Posavlja: sa 39 nacrta u posebnom omotu.

## Vanjske poveznice
- Bukl, Stevan Hrvatska tehnička enciklopedija, portal hrvatske tehničke baštine. LZMK